# Anna Bukowska (krytyk literacki)
Anna Kira Bukowska-Dwernicka (ur. 6 lutego 1930 w Bydgoszczy, zm. 2 listopada 2021) – eseistka i krytyk literacki.
Ukończyła filologię romańską na Uniwersytecie Jagiellońskim. Debiutowała w 1952 r. na łamach tygodnika „Nowa Kultura” jako krytyk literacki. W latach 1952–1959 była członkiem redakcyjnego tygodnika „Nowa Kultura”, a w latach 1961–1966 dwutygodnika „Współczesność”. W latach 1967–1990 była członkiem zespołu redakcyjnego miesięcznika „Miesięcznik Literacki” (Warszawa).
Spoczywa na Cmentarzu Wojskowym na Powązkach.

## Twórczość
- Przemiany czasu
- Saint-Exupéry czyli paradoksy humanizmu. Warszawa: PIW, 1968. Brak numerów stron w książce
- Auderska
- Palestyńczycy. Ich życie i walka. Warszawa: Czytelnik, 1988. ISBN 83-07-01403-4. Brak numerów stron w książce

## Odznaczenie
- Krzyż Oficerski Orderu Odrodzenia Polski (2002)[2]